# 参议府
大韩民国临时政府陆军驻满参议府（韩语：／），简称参议府，是隶属大韩民国临时政府的一个朝鲜独立运动团体，于1924年在中国奉天省寬甸縣大牛溝组建。1924年6月26日，临时政府正式批准参议府成立，下辖宽甸县、辑安县、桓仁县、通化县的朝鲜人社区。参议府分为中央组织和地方组织，中央组织负责监督整个团体的运作，而地方组织则在鸭绿江沿岸的朝鲜人社区中设立。参议府作为一个自治区域，致力于稳定生活、发展经济和教育，帮助居住在满洲的朝鲜人，并积极开展反日运动，争取实现朝鲜独立。1928年后，由于对独立运动方向的分歧，参议府的力量逐渐削弱，最终于1929年10月19日并入国民府。